# Apoikia
Apoikia, Αποικία – kolonie, którym udało się zachować niezależność od macierzystego miasta. Często prowadziły tzw. kolonizację wtórną, czyli po założeniu miasta część osadników wyruszała w dalszą drogę na poszukiwanie bardziej sprzyjających warunków. Oprócz Greków kolonizację tego typu prowadzili również Fenicjanie. Przykłady: Kartagina, Milet.